# Gärdet (metropolitana di Stoccolma)
Gärdet è una stazione della metropolitana di Stoccolma.
È geograficamente situata nel quartiere Ladugårdsgärdet ubicato all'interno della circoscrizione di Östermalm, mentre sul tracciato della linea rossa T13 si trova fra la stazione Karlaplan ed il capolinea di Ropsten.
L'apertura ufficiale avvenne il 2 settembre 1967, stesso giorno in cui fu inaugurato il tratto da Östermalmstorg a Ropsten.
La piattaforma è collocata ad una profondità tra i 20 e i 29 metri sotto il livello del suolo: questa è a sua volta raggiungibile da due ingressi distinti, entrambi con una propria biglietteria. La progettazione della stazione fu affidata all'architetto Olov Blomkvist, mentre le decorazioni presenti al suo interno sono state prevalentemente curate dagli artisti Karl Axel Pehrson (nel 1967) e Mari Rantanen (nel 2006).
Durante un normale giorno feriale, la fermata è utilizzata in media da circa 11.200 persone.

## Tempi di percorrenza
| Linea | Capolinea | Tempo  | Stazione                                                  | Tempo                          |
| T13   | Ropsten   | 2 min  | Östermalmstorg T-Centralen Gamla stan Slussen Liljeholmen | 4 min 6 min 8 min 9 min 16 min |
| T13   | Norsborg  | 42 min | Östermalmstorg T-Centralen Gamla stan Slussen Liljeholmen | 4 min 6 min 8 min 9 min 16 min |